# Adam and Eve (The Flower Kings)
Adam and Eve is een studioalbum van The Flower Kings. Het album is opgenomen gedurende de maanden januari tot en met mei 2004 in de eigen Cosmic Lodge geluidsstudio. Voor de opnamen van de basgitaar en drums werd uitgeweken naar de privégeluidsstudio van Reingold. 
Opvallend op dit album is de prominente rol van Daniel Gildenlöw, zanger en gitarist van  Pain of Salvation met twee nummers die hij solo zingt (in een band die met Stolt en Fröberg eigenlijk al twee frontzangers kende). Na de tournee rond dit album verliet hij The Flower Kings echter vanwege de verplichtingen die een tour door de Verenigde Staten met zich meebracht.
Stolt liet hier voor het eerst bij studio-opnamen zijn pseudoniem Don Azzaro vallen; tevens meldde hij dat hij bij dit album geïnspireerd werd door het album Travelogue van Joni Mitchell waarop ook een bewerking van Woodstock ("We are stardust, we are golden and we got ourselves back to the garden"). In de muziek is dat nauwelijks terug te vinden.

## Musici
- Roine Stolt: zang, gitaar
- Tomas Bodin: toetsinstrumenten
- Hasse Fröberg: zang
- Daniel Gildenlöw: zang
- Jonas Reingold – basgitaar
- Zoltan Csörsz – slagwerk
- Hasse Bruniusson – percussie

## Muziek
| Nr. | Titel                       | Duur  |
| --- | --------------------------- | ----- |
| 1.  | Love supreme (Stolt)        | 19:50 |
| 2.  | Cosmic circus (Stolt)       | 3:00  |
| 3.  | Babylon (Stolt, Bodin)      | 2:41  |
| 4.  | A vampires view (Stolt)     | 8:56  |
| 5.  | Days gone by (Stolt, Bodin) | 1:16  |
| 6.  | Adam and Eve (Stolt)        | 7:50  |
| 7.  | Starlight man (Stolt)       | 3:30  |
| 8.  | Timeless (Stolt, Reingold)  | 7:40  |
| 9.  | Drivers seat (Stolt)        | 18:22 |
| 10. | The blade of Cain (Stolt)   | 5:00  |